# Panchatantra
Panchatantra [pantja-] (sanskrit: "femboken"), arbete bestående av fem böcker, är ett av den den klassiska indiska litteraturens berömdaste och tillika mest kända alster, som haft ett enormt inflytande på den västerländska litteraturen särskilt under medeltiden och tillika till stor del utgör källan för den grupp fabler och berättelser, som på litterär väg ända sedan början av vår tidräkning spritt sig till de flesta kulturfolk och ytterligare - på den muntliga traditionens väg - som folksagor såväl trängt ned till de mindre bildade folklagren som också spritts långt utanför området av litterär påverkan till mindre kultiverade folk och stammar i alla världsdelar.
En icke ringa del av vad som går och gäller för folksagor har faktiskt på rent litterär väg sin upprinnelse ur Panchatantra och därmed besläktade litteraturverk. Om ursprunget till folksagan i allmänhet ska emellertid här icke bli tal.

## Innehållet i Panchatantra
Panchatantra är en i fem böcker indelad samling av fabler och berättelser, som är infogade i en ramberättelse. Ramberättelsens tämligen tunna innehåll är, att en vis man, Vishnuparman, lovar på kort tid bibringa de mindre väl uppfostrade och okunniga sönerna till kung Sudarshana av Pataliputra (huvudstaden i Magadhariket, motsvarande norra Bengalen), de kunskaper och den erfarenhet (i samlevnad, politik o.s.v., sammanfattade under termen niti, egentligen "ledning"), som var nödvändiga för prinsar, som skulle komma att överta regeringsbefattningar. I detta syfte berättas nu fablerna, oftast så, att de inte är uppradade bredvid varandra, utan merendels instoppade, den ena i den andra som exemplifikation till ett aktuellt händelseförlopp, så att kompositionen kan liknas vid en samling av den ena i den andra stoppade kinesiska askar. Panchatantra är sålunda en lärobok om världsklokhet, en spegel för indiska dynaster. Till den yttre formen består berättelserna av blandad prosa, innehållande den episka berättelsen, och vers, utgörande sinnrika tänkespråk, avsedda att meddela det etiska läroinnehållet.

## Bakgrunden
Grundvalen för denna som andra samlingar av berättelsestoff i Indien är det rika, bland alla samfundsklasser i Indien från äldsta tider kurserande och uppsamlade sago- och berättelsematerial, vartill intet folk i sina skrivna eller oskrivna litteraturer har ett motstycke. I de stora eposen, i Purana-verken, i dramat, i den poetiska konstlitteraturen och så vidare är en del av detta stoff bevarat. Bland särskilda samlingar av dylika berättelser kan framhållas från sekteriskt håll de buddhistiska Jataka-berättelserna, de jainistiska Avashyaka-berättelserna, och inom hinduisk krets litteraturverk som "De 25 berättelserna om likspöket", "Papegojans 70 berättelser" och framför alla andra Panchatantra. Andra hinduiska samlingar, som var anlagda i större stil och utom mycket annat innehåller även det huvudsakliga i Panchatantras material, är Brhatkatha ("Den stora berättelsen"), som ännu inte blivit återfunnen i något så när ursprunglig form, samt därav beroende, på 1000-talet i Kashmir uppkomna samlingar, som till exempel Somadevas Kathasaritsagara ("Berättelseströmmarnas hav").

## De olika versionerna
Det har förvisso funnits ett enhetligt originalarbete Panchatantra i Indien. Detta är inte mera i ursprunglig form i behåll. I dess ställe förekommer en hel mängd versioner, bland vilka - utom de redan anförda i samlingsverk förekommande - må nämnas 
1. Vulgata-versionen, som ligger till grund för våra (tidigare) texteditioner och översättningar (av bland andra Rosegarten, Franz Kielhorn och Georg Bühler) och
2. Hitopadeia.
3. Den hos Jaina företrädesvis gällande versionen behandlad av Johannes Hertel i följande arbeten: "The Pancatantra, a collection of ancient hindu tales in the recension called Pancakhyanaka, and dated 1199 A.D. of the Jaina monk Purnabhadra" (1908); "The Pancatantra-text of Purnabhadra, critical introduction and hit of variants" (1912); "The Pancatantra-text of Purnabhadra and its relations to texts of allied recensions as shown in parallel specimens" (utgörande bd XI-XIII av "Harvard oriental series", 1912).
4. Den sydliga recensionen, genom Dubois känd sedan början av 1800-talet, senast utg. av Hertel, "Das südliche Pancatantra. Sanskrittext der rez. & mit den lesarten der besten handschr. von rez. a" (i "Abhandlungen der sächsischen gesellschaft der wissenschaften", bd XXIV, 5, 1906).
5. Den kashmiriska recensionen, som ävenledes genom Hertels arbeten kommit till den lärda världens kännedom: "Über das Tantrakhyayika, die kapmirische rezension des Pancatantra. Mit dem texte der handschr. Decc. doll. VIII, 145" (i "Abhandl. der sächsischen gesellschaft der wissenschaften", bd XXII, 5, 1904); "Tantrakhyayika, die älteste fassung des Pancatantra. Nach den handschr. Kezz. zum ersten male herausgegeben" (i "Abhandlungen der göttingischen gesellschaft der wissenschaften", n.f. bd XII, 2, 1910); "Tantrakhyayika, die älteste fassung des Pancatantra. Aus dem sanskrit übersetzt mit einleitung und anmerkungen" (I-II, 1909). I en hel rad arbeten dessutom (i synnerhet i "Zeitschrift der deutschen morgenländischen Gesellschaft" och "Wiener Zeitschrift für die Kunde des Morgenlandes") har Hertel utforskat och klargjort Panchatantras öden i Indien.

## Översättningar
Från allmänt litteraturhistorisk synpunkt viktigare är historien om Panchatantras öden i Västerlandet. Äran att ha klargjort dessa tillkommer främst Theodor Benfey, som nedlagt resultatet av sina undersökningar i sitt stora arbete "Pantschatantra" (I-II, 1859) samt i inledningen till Gustav Bickells edition av "Kalilag und Damnag" (1876), med resultat refererade av Keith-Falconer i hans upplaga av den senare syriska versionen "Kalilah and Dimnah or the fables of Bidpai" (1885). Faserna i historien om Panchatantra kan i korthet sammanfattas under följande punkter. 
- Det fanns i Indien, som redan nämnt, säkert redan från förkristlig tid ett i flera versioner kurserande verk av Panchatantras innehåll.
- Från en dylik (eller kanske flera), som nu är förlorad eller i varje fall ännu ej återfunnen i sin ursprungliga form, gjordes av den persiske läkaren Barzoi på befallning av den sasanidiske kungen Khosru Anushirvan (531-579) en översättning (resp. bearbetning) till pehlevi, Persiens dåvarande litteraturspråk. Även denna pehleviversion är förlorad.
- Men den ligger till grund för två viktiga översättningar: 
  - Till syriskan (den äldre syriska versionen), gjord omkring 570, under namn av "Kalilag och Damnag". Först genom Bickells ovannämnda arbete blev denna översättning, som enligt samstämmiga vittnesbörd är den trognaste, bekant 1876.
  - Till arabiska, "Kalilah och Dimnah eller Pilpaies fabler", gjord av Abd-allah-ibn-Mukaffa (död omkr 757 eller 760); denna version publicerades 1816 av Silvestre de Sacy och översattes till engelska av Wyndham Knatchbull 1819. Denna arabiska version ligger till grund för alla medeltida fabelverk, som uppstått i Europa.
- De viktigaste av dessa är; 
  - den senare syriska, gjord på 1000-talet, utgiven av Wright och översatt av Keith-Falconer i ovan nämnda arbete;
  - den grekiska, gjord omkr 1080 av den judiske läkaren Symeon Seth; **den persiska omkr 50 år senare av Nasr Allah av Ghaznl;
  - den hebreiska, som tillskrivs Rabbi Joel (före 1250), publicerad med fransk översättning 1881 av J. Derenbourg;
  - den gamla spanska från arabiska 1251, publicerad i Madrid 1860 av Pascual de Gayangos y Arce.
- Av avkomlingar i femte led må nämnas: 
  - den senare persiska (förkortade) bearbetningen Anwar-i Suhaili, gjord omkr 1494 av Husain Waiz al-Kashifi (översättningar av E.B. Eastwick 1854 och A.N. Wollaston 1877);
  - den latinska översättningen från den hebreiska versionen "Directorium humanae vitae", föranstaltad 1270 av Johannes av Capua, men tryckt först 1480.
- Från Johannes av Capuas översättning härstammar 
  - den berömda medelhögtyska översättningen "Das buch der byspel der alten wysen", som första gången kom ut i tryck 1481 - mellan 1483 och 1592 utkom, förutom två utan tryckort och -år, 17 uppl. - och utgavs 1860 av Wilhelm Ludwig Holland;
  - likaledes den italienska "La moral filosofia", tryckt 1552, som ligger till grund för den engelska översättningen av Th. North 1570. Från den tyska härstammar de skandinaviska, särskilt den svenska i en mängd upplagor utgivna folkboken "Sju vise mästare". La Fontaine hämtade, enligt vad han själv upplyser, för andra upplagan av sina fabler (1678) sitt nya material (böckerna VII-XI) från den indiske vise Pilpai (jfr H. Regniers edition av La Fontaine, I-III, 1883-85). Detta egendomliga namn - motsvarande det arabiska bid-lah (Bidpai), syriska Md-vag - härstammar genom medelpersisk förmedling från det sanskritiska ordet vidya-pati, "vetandets herre", förmodligen en titel (resp. ett namn) för sammanställaren av det sanskritoriginal, som huvudsakligen låg till grund för den ursprungliga pehleviversionen.

Även åt andra håll har emellertid Panchatantras fabelmaterial på rent litterär väg nått en vidsträckt spridning. Så - speciellt i buddhistisk form - till Kina (S:t Julies har från kinesiska översatt de under namn av "avadana" gående berättelserna "Les avadanes" 1859) och Japan. På såväl litterär som muntlig väg har samma fabler kommit till mongolerna och därifrån till slaver, finnar och samojeder.